# Thank God It's Friday
Thank God It's Friday (en América Latina  Gracias a Dios [que] es viernes; en España  ¡Por fin es viernes!) es una película estadounidense de 1978 dirigida por Robert Klane y producida por Motown Productions y Casablanca Filmworks para Columbia Pictures. Producida en pleno furor por la música disco, el filme presentó a las estrellas disco The Commodores con la canción "Too Hot to Trot", y a Donna Summer con "Last Dance", que ganaría el Oscar a la mejor canción en 1978. Aparece Jeff Goldblum muy joven, y fue el primer papel importante para Debra Winger. Esta película y Fiebre del sábado noche (1977) popularizaron la música disco e influyeron sobre toda una generación con los ritos propios de la época como el baile, el estilo, la forma de vestir, las luces y muchos otros elementos.

## Historia
"Por fin es viernes" retrata la historia de una discoteca de ficción que se encuentra localizada en Los Ángeles conocida como "The Zoo" y las diversas aventuras que viven varios personajes que concurren a ella.
La película muestra una sola noche en esa discoteca donde se presentarán "Los Commodores". Entre las historias que aparecen la película destaca la aparición de Donna Summer como una joven que sólo quiere una oportunidad para poder cantar en vivo y demostrar su talento, una mujer quiere encontrar un motivo para romper la rutina y arrastra a su marido dentro de la discoteca, dos jóvenes menores de edad quieren entrar a la famosa discoteca y ganar el concurso de baile, un acomodador conocido como el hombre de cuero que es de ascendencia latina y va a bailar a la discoteca, estas son solo algunas de las muchas historias que se viven una noche de 1978 durante la época disco.

### Personajes
- Tony Di Marco (Jeff Goldblum) - dueño de "The Zoo". Lascivo y promiscuo, le gusta desmesuradamente su Porsche 911 Carrera de 1974.
- Bobby Speed (Ray Vitte) - el DJ de la discoteca, quien difunde su primer espectáculo en vivo del club.
- Frannie (Valerie Landsburg) & Jeannie (Terri Nunn) - dos amigos de estudios que quieren ganar el concurso de baile de "The Zoo".
- Carl (Paul Jabara) & Ken (John Friedrich) - el uno poco agraciado e irremediablemente miope en busca de una relación casual, y su amigo en busca de novia.
- Dave (Mark Lonow) & Sue (Andrea Howard) - una joven pareja casada celebrando su aniversario.
- Jackie (Mews Small) - dentista de día, monstruo drogado por la noche.
- Jennifer (Debra Winger) & Maddy (Robin Menken) - la chica nueva en la ciudad, llevada a la discoteca por su amiga sabelotodo que no es tan sofisticada como ella se cree.
- Nicole Sims (Donna Summer) - una aspirante a cantante disco.
- Marv Gómez (Chick Vennera) - conocido como el hombre de cuero, vive para bailar.
- Malcolm Floyd (DeWayne Jessie) - roadie de The Commodores, responsable de entregar sus instrumentos al club antes de la medianoche.
- Gus (Chuck Sacci) y Shirley (Hilary Beane) - pareja de una cita a ciegas que no tiene nada en común.

## Banda sonora
La Banda sonora de Thank God It's Friday fue todo un éxito comercial. Contiene contribuciones de algunos de los artistas más grandes del momento como Donna Summer, Diana Ross, Thelma Houston, The Commodores y otros.
Además de la icónica y exitosa canción Thank God It's Friday interpretada por Love & Kisses, el mayor hit del álbum fue Last Dance de Donna Summer, que ganó un Premio de la Academia, así como un Globo de Oro a la Mejor Canción Original y también llegó al #3 en los sencillos chart de EE. UU. La canción fue escrita por Paul Jabara, que al año siguiente pasaría a componer el dúo de verano con Barbra Streisand, No More Tears (Enough is Enough). Jabara realizó dos de las canciones de la banda sonora de Por fin es Viernes y apareció en la película también.